# Martin Wagner (Architekt)

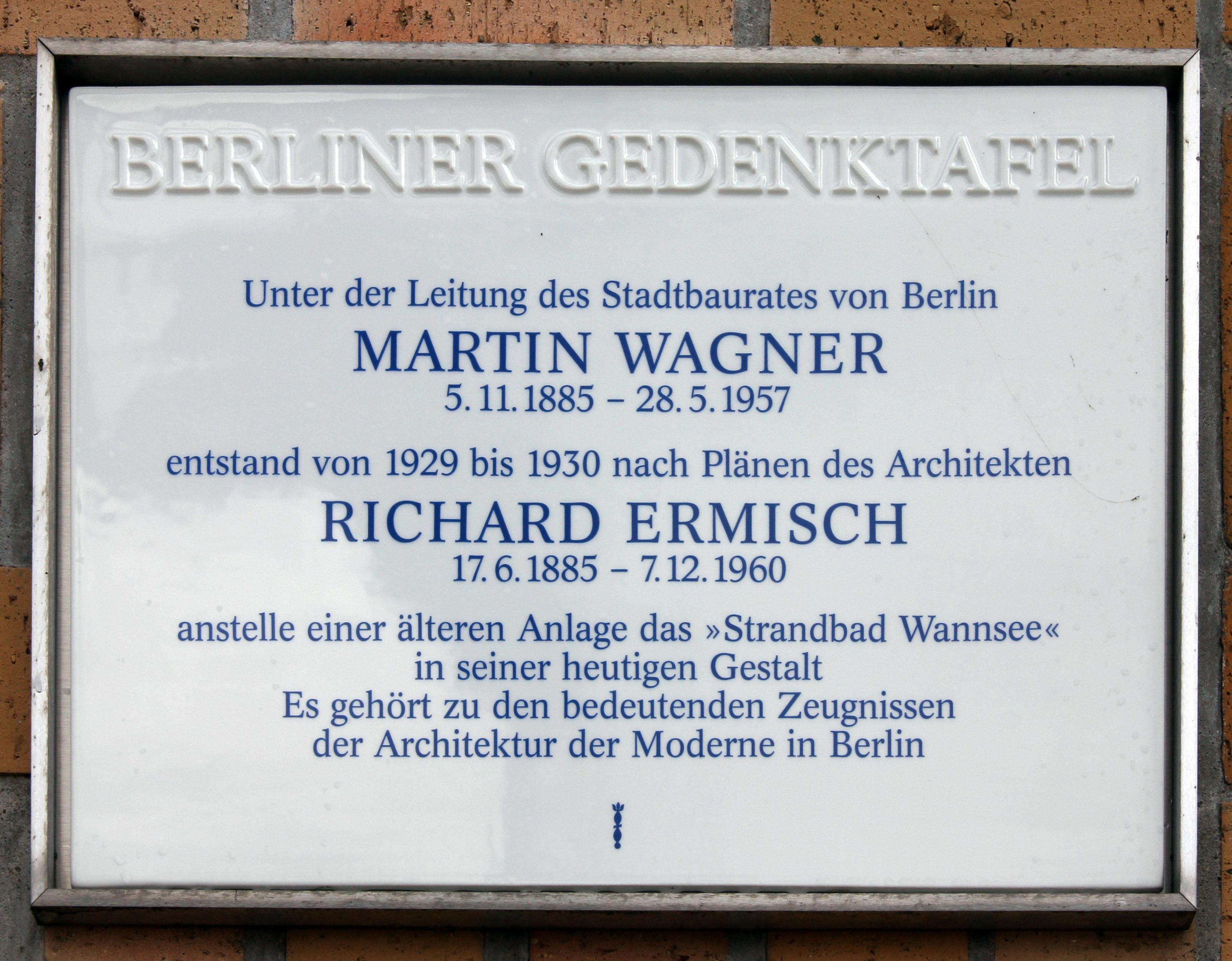
Berliner Gedenktafel, Wannseebadweg 25, in Berlin-Nikolassee

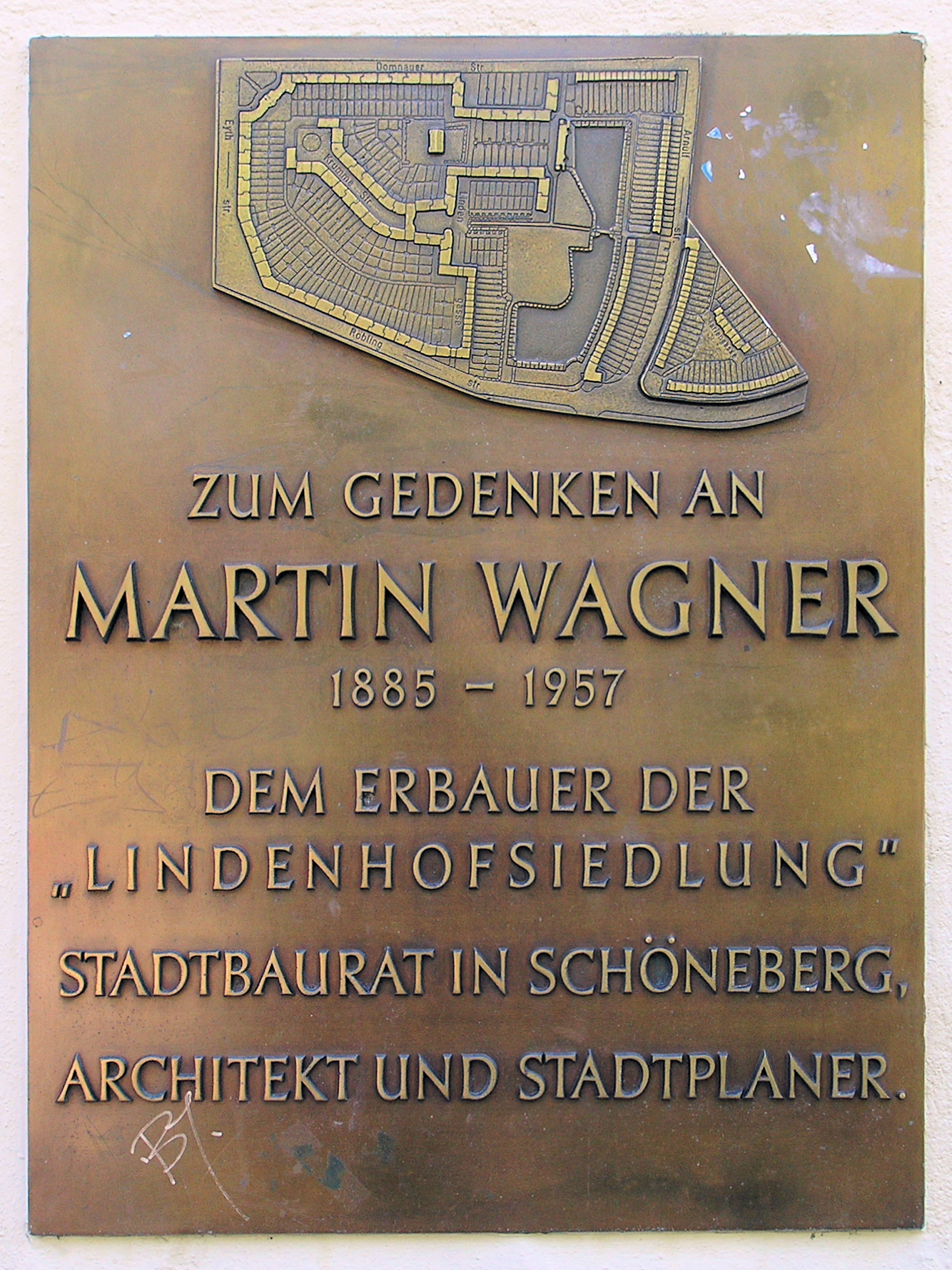
Gedenktafel am Haus Röblingstraße 29, in Berlin-Tempelhof

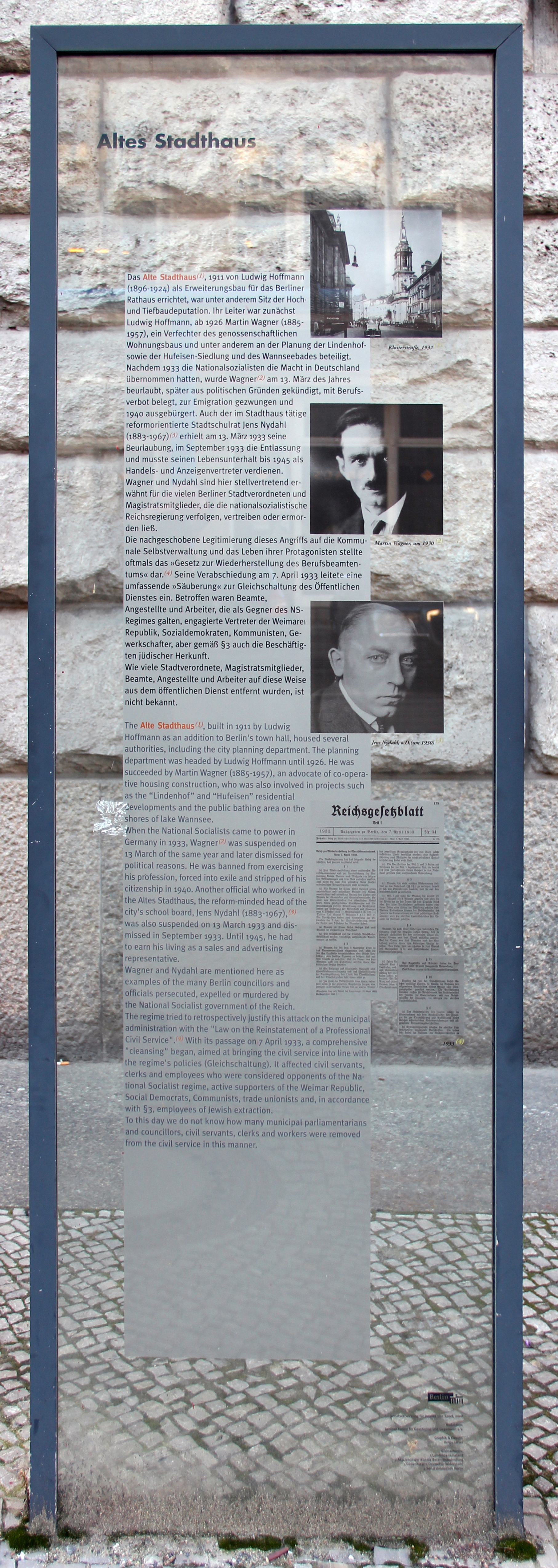
Gedenktafel, Klosterstraße 47, in Berlin-Mitte

Martin Wagner (* 5. November 1885 in Königsberg (Ostpreußen); † 28. Mai 1957 in Cambridge (Massachusetts)) war ein deutscher Stadtplaner, Architekt und Stadttheoretiker.

## Leben
Wagner studierte in den Jahren 1905 bis 1910 Architektur, Städtebau und Volkswirtschaft an der Technischen Hochschule (Berlin-)Charlottenburg und in Dresden. Anschließend arbeitete er im Büro von Hermann Muthesius als Zeichner.

### Rüstringen (1911–14)
Zum 1. Oktober 1911 trat Wagner das Amt als erster Leiter des Hochbauamtes der gerade neu gebildeten Stadt Rüstringen an. Diese Stellung hatte er bis zum 1. Juni 1914 inne. Während dieser noch nicht einmal drei Jahre dauernden Tätigkeit beeinflusste er die Entwicklung der beiden Jadestädte Rüstringen und Wilhelmshaven in vielfältiger Hinsicht. Gegen die vorgefundenen städtebaulichen Negativpunkte wie ein fehlendes Zentrum und eine zersplitterte Besiedlung entwickelte Wagner ein Konzept, das bereits auf die spätere Zusammenlegung der beiden Jadestädte hinzielte.
Erste Projekte waren der Rüstringer Stadtpark sowie die daran anschließende Bebauung der sogenannten Stadtparkkolonie. Für die Gestaltung des Stadtparks wurde der Hamburger Gartenbauarchitekt Leberecht Migge ausgewählt, mit dem Wagner auch noch in späteren Jahren zusammenarbeitete. Die Gestaltung des Bordumplatzes, einer Grünanlage mit Brunnen direkt vor dem im Zweiten Weltkrieg zerstörten alten Banter Rathaus, plante Wagner als „gesellschaftlichen Erholungs- und Erlebnisraum“. Gegen die herrschende Wohnungsnot der schnell wachsenden Stadt entwarf er im Jahr 1912 die Achthäusergruppe, eine Reihenhausbebauung, die mit Hilfe kommunaler Mittel für Familien mit mehr als sechs Kindern bebaut wurde.
Auf seine Initiative hin baute die Stadt Rüstringen ab 1912 auf kommunalen Grund sogenannte Erwerbshäuser, die nach der Fertigstellung verkauft wurden. So konnte er die Gestaltung dieser Häuser mitbestimmen. Im gleichen Jahr führte er eine kommunale Bauberatung mit dem Ziel ein, die „Gestaltung der Städte nicht der Willkür und dem persönlichen Zufall“ zu überlassen. 1913 erließ er eine Zonenbauordnung, die zur „Bekämpfung der Hässlichkeit der neueren Stadterweiterung“ dienen sollte. Im Mai 1913 lobte die Stadt Rüstringen einen Wettbewerb für den Bau eines neuen Rüstringer Rathauses aus. Wagner legte dazu einen eigenen Entwurf vor, doch wurden die Planungen zum Bau wegen des Beginns des Ersten Weltkrieges nicht mehr weiterverfolgt. Weitere Planungen in Rüstringen wurden nicht mehr verwirklicht, da Wagner Rüstringen im Juni 1914 Richtung Berlin verließ.

### Berlin (1914–35)
Im Jahre 1915 promovierte er mit seiner Dissertation „Das sanitäre Grün der Städte, ein Beitrag zur Freiflächentheorie“ bei Josef Brix in Berlin.
Im Jahr 1918 wurde Wagner zum Stadtbaurat der Stadt Schöneberg ernannt (seit 1920 Bezirk Schöneberg von Groß-Berlin). In dieser Funktion konzipierte und plante er gemeinsam mit Heinrich Lassen die Siedlung „Lindenhof I“ (1918–1920), für die Bruno Taut ein Ledigenwohnheim entwarf, das nach Beschädigung im Zweiten Weltkrieg abgerissen wurde, und Leberecht Migge die Freiflächengestaltung übernahm.
Wagner war im Jahr 1920 gemeinsam mit August Ellinger Begründer des Verbandes sozialer Baubetriebe (VsB), deren Leitung er bis 1925 innehatte. Im VsB organisierten sich damals Bauhütten, zumeist gewerkschaftsnahe, dem städtebaulichen Ideal der Gartenstadt und der sozialen Idee der Zunft verpflichtete Zusammenschlüsse von bauwilligen Arbeitern oder Angestellten. Die Zielsetzung der hier zusammengeschlossenen Vereinigungen unterschied sich von jener anderer Baugenossenschaften durch die stärker im Vordergrund stehende Forderung nach Gemeinnützigkeit. Zweck der Bauhütte sei, so heißt es in der Zeitschrift Soziale Bauwirtschaft, dem Organ des VsB, „nicht die Förderung des Erwerbes ihrer Mitglieder, sondern schlichtweg Dienst am Allgemeinwohl.“ Der Aufbau einer solchen sozialen Bauwirtschaft sollte eigentlich die private Wohnungswirtschaft überwinden, erreichte im Wesentlichen aber nur eine gewisse Rationalisierung des Bauprozesses der jeweiligen Siedlungen.
1924 gründete der Allgemeine Deutsche Gewerkschaftsbund (ADGB) eine Zentraleinrichtung zur Förderung gewerkschaftlicher Unternehmen (REWOG, später DEWOG), deren Leitung Wagner übernahm. Die DEWOG koordinierte über Filialorganisationen die gesamte gemeinnützige Bauwirtschaft im Deutschen Reich. Auch die Berliner Tochtergesellschaft GEHAG stand zwischen 1924 und 1926 unter Wagners Leitung. In diesem Zeitraum entwarf er gemeinsam mit Bruno Taut die „Hufeisensiedlung“ (1924–1926, seit 2008 Weltkulturerbe) in Berlin-Britz (Wohnzeile „Rote Mauer“). Bei dieser Großsiedlung wurden erstmals Wagners Vorstellungen einer Typisierung, Normierung und Rationalisierung im Wohnungsbau umgesetzt, ohne dass sich jedoch die tatsächlichen Entstehungskosten senken ließen.
Im Jahr 1926 wechselte Martin Wagner als Stadtbaurat in die zentrale Baubehörde Berlins. Das Stadtplanungsamt konnte unter seiner Leitung, in enger Zusammenarbeit mit der GEHAG und mit Hilfe der von ihm seit 1916 geforderten und 1924 eingeführten Hauszinssteuer, ein umfangreiches Wohnungsbauprogramm – insbesondere in Großsiedlungen – umsetzen. Für diese Bauprogramme wurden Architekten wie Ludwig Mies van der Rohe, Walter Gropius, Hans Scharoun oder Hugo Häring herangezogen. Wagner selbst beschäftigte sich nach eigenem Zeugnis intensiver mit der Neugestaltung des Stadtzentrums von Groß-Berlin. Ziel war der Ausbau zur „Weltstadt“, zu einer „Stätte glücklicher Arbeit und glücklicher Muße“ zu machen, wie es 1929 in der von Wagner und Adolf Behne redigierten Zeitschrift Das neue Berlin heißt. Der Ausbau der U-Bahn (ab 1926), die Planung für den Platz der Republik (1927) vor dem Reichstagsgebäude, der Umbau des Alexanderplatzes (ab 1929), die Konzeption für das Messegelände in Charlottenburg (1927–1930, mit Hans Poelzig), für das Strandbad Wannsee (1928–1930, mit Richard Ermisch) und für das Strandbad Müggelsee (1929–1930) gehen maßgeblich auf Wagner zurück.
Aus der Ehe mit Gertrud Wagner gingen die Kinder Irmgard, Bernd und Sabine hervor. Die Familie wohnte bis zur Emigration in der bis 1929 in mehreren Etappen errichteten Siedlung Eichkamp.
Nach dem Zusammenbruch der Bauindustrie im Jahr 1931 und einem Besuch in der Sowjetunion entwickelte Wagner planwirtschaftliche Ansätze für die Großstadt Berlin, die jedoch nicht mehr zum Tragen kamen. Die Berliner Bauausstellung 1931 und die Ausstellung „Sonne, Luft und Haus für alle“ 1932, bei dem Vorschläge für ein „wachsendes Haus der Zukunft“ zusammengetragen wurden, waren die letzten wichtigen Aktivitäten des Stadtbaurats. Im Februar 1933 trat Wagner aus der Berliner Akademie der Künste aus, um gegen den Ausschluss von Käthe Kollwitz und Heinrich Mann zu protestieren. Wagner geriet als langjähriges Mitglied der SPD und als Vertreter des Neuen Bauens in immer deutlichere Opposition zur nationalsozialistischen (NS-)Politik. Nach der Machtergreifung der Nationalsozialisten im März 1933 wurde er zusammen mit den sozialdemokratischen Mitgliedern des Magistrats als Stadtbaurat durch die NS-Machthaber „beurlaubt“.

### Istanbul (1935–38)
Im Jahr 1935 erhielt der bis dahin weitgehend arbeitslose Wagner auf eine Empfehlung Poelzigs eine Berufung zum städtebaulichen Berater der Stadt Istanbul. Dort erarbeitete er eine Reihe städtebaulicher Gutachten und einen General-Entwicklungsplan für die Stadt. Im Sommer 1937 gestaltete er (wahrscheinlich mit Bruno Taut, der sich ebenfalls in der Türkei aufhielt) eine Ausstellung über die Errungenschaften der Regierung Atatürk.

### USA (1938–57)
1938 reiste er in die USA aus, wo er bis zur Emeritierung 1950 eine Professur für Städtebau und Landesplanung an der Harvard University in Cambridge, Massachusetts wahrnahm. Er entwickelte ein vorgefertigtes Wohnsystem aus Kuppelhäusern (M-W-System, 1940–1941) und legte die konzeptionellen Grundlagen für die Planung von aus „Nachbarschaften“ (neighborhoods) mit je 5000 Einwohnern zusammengesetzten „New Towns“ (1945). 1945 wurde Wagner in die American Academy of Arts and Sciences gewählt.
1952 kehrte Wagner, der seit 1944 die amerikanische Staatsbürgerschaft besaß, noch einmal nach Deutschland zurück und bereiste die Wiederaufbaustädte Dortmund, Essen, Bonn, Köln, Hannover, Hamburg, Darmstadt, Frankfurt am Main, Stuttgart, Freiburg und Tübingen. Die Enttäuschung über den aus seiner Sicht verfehlten Städte- und Wohnungsbau in der Bundesrepublik entlud sich kurz vor seinem Tod 1957 in seiner Streitschrift „Potemkin in Westberlin“, in der er die Planung für das Hansaviertel in Berlin als zu teuer und nicht den aktuellen sozialen Bedürfnissen entsprechend kritisierte.

## Projekte und Werke (Auswahl)
- 1918–1921: Siedlung Lindenhof I in Berlin-Schöneberg, zusammen mit Heinrich Lassen[5]
- 1925: Zusammen mit dem Büro Taut & Hoffmann plant Wagner die Hufeisensiedlung in Berlin-Britz, seit 2008 Teil des Weltkulturerbe-Eintrags Siedlungen der Berliner Moderne[3]
- 1926–1930: Gemeinsam mit dem Architekten Wilhelm Primke plante Wagner die Kriegerheimsiedlung in der Splanemannstraße in Berlin-Lichtenberg, Deutschlands erste Plattenbausiedlung.
- 1927–1929: Erweiterungsbauten für das Hospital Buch-West[6]
- 1927–1930: Strandbad Wannsee, zusammen mit Franz Fedler und Georg Friedrich Richard Ermisch[7]
- 1929–1930: Strandbad Müggelsee, zusammen mit dem Architekten Hennigs[8]
- 1929: Wettbewerbsbeteiligung für die Neugestaltung des Berliner Alexanderplatzes[9]
- 1929–1930: Gesamtkonzept Messegelände mit Umfeld; zusammen mit Hans Poelzig[10]
- 1929–1931: Weiße Stadt in Reinickendorf, Gesamtleitung zusammen mit Otto Rudolf Salvisberg, heute Teil des Welterbes.[11]
- 1929–1934: Großsiedlung Siemensstadt in Charlottenburg-Nord, Gesamtleitung zusammen mit Hans Scharoun, heute Teil des Welterbes.

## Schriften
- Die Rationalisierung des Schulbaues. In: Zeitschrift für Bauwesen. Nr. 5, 1928, S. 103–104 (zlb.de).